# Lelamase
Lelamase is een bestuurslaag in het regentschap Bima van de provincie West-Nusa Tenggara, Indonesië. Lelamase telt 1579 inwoners (volkstelling 2010).